# Campionato Italiano Slalom 2017
Il Campionato Italiano Slalom (CIS) 2017 si è svolto tra il 7 maggio e il 15 ottobre 2017 in 8 gare distribuite in sette regioni diverse. Il titolo di campione italiano slalom è stato vinto per la prima volta da Saverio Miglionico, mentre quello di campione under 23 è stato vinto da Michele Poma.

## Calendario e risultati
| Tappa | Data         | Slalom                               | Sede             | Vincitore            |
| ----- | ------------ | ------------------------------------ | ---------------- | -------------------- |
| 1     | 7 maggio     | 22° Slalom Torregrotta-Roccavaldina  | Torregrotta      | Saverio Miglionico   |
| 2     | 21 maggio    | 25° Slalom Città di Campobasso       | Campobasso       | Giuseppe Castiglione |
| 3     | 4 giugno     | 15° Slalom dell'Agro Ericino         | Valderice        | Saverio Miglionico   |
| 4     | 18 giugno    | 32° Maxislalom Salerno-Croce di Cava | Cava de’ Tirreni | Saverio Miglionico   |
| 5     | 22 luglio    | 27° Slalom Lugagnano-Vernasca        | Lugagnano        | Saverio Miglionico   |
| 6     | 10 settembre | Coppa dei Trulli-Monopoli            | Monopoli         | Saverio Miglionico   |
| 7     | 24 settembre | 10° Slalom Città di Bolca            | Vestenanova      | Salvatore Venanzio   |
| 8     | 15 ottobre   | Slalom Monte Condrò                  | Serrastretta     | Fabio Emanuele       |

## Classifiche

### Sistema di punteggio
Come per il 2016, il regolamento sportivo per il titolo di campione italiano slalom 2017 prevede la partecipazione ad almeno 5 gare di campionato affinché i punti ottenuti siano considerati validi. Il punteggio in classifica assoluta è dato dalla somma dei cinque migliori punteggi totalizzati nelle singole gare mentre i restanti punteggi vengono scartati. In ciascuna gara di campionato vengono attribuiti tre punteggi, sommati tra loro, ai primi 15 classificati assoluti in base alla posizione in classifica assoluta, di gruppo e di classe secondo i seguenti schemi:
| Posizione assoluta | 1ª | 2ª | 3ª | 4ª | 5ª | 6ª | 7ª | 8ª | 9ª | dalla 10ª alla 15ª |
| Punti              | 15 | 12 | 10 | 8  | 6  | 5  | 4  | 3  | 2  | 1                  |

| Posizione di Gruppo | 1ª | 2ª | 3ª | 4ª | 5ª | 6ª | 7ª | dalla 8ª alla 10ª |
| Punti               | 10 | 8  | 6  | 5  | 4  | 3  | 2  | 1                 |

| Posizione di Classe            | 1ª | 2ª | 3ª | 4ª | 5ª | 6ª | 7ª | 8ª |
| Punti (fino a 3 classificati)  | 5  | 3  | -  | -  | -  | -  | -  | -  |
| Punti (da 4 a 6 classificati)  | 7  | 5  | 3  | 1  | -  | -  | -  | -  |
| Punti (da 7 a 10 classificati) | 9  | 7  | 5  | 3  | 2  | 1  | -  | -  |
| Punti (oltre 10 classificati)  | 10 | 8  | 6  | 5  | 4  | 3  | 2  | 1  |

I punti cumulati sia nell'ultima che nella penultima gara in calendario sono moltiplicati per un coefficiente 1,5.
Per il titolo di campione under 23 2017 sono considerati validi i punti ottenuti in almeno 3 gare di campionato e i punteggi vengono attribuiti in base alla posizione in classifica di classe di ciascuna gara secondo il seguente schema:
| Posizione di Classe | 1ª | 2ª | 3ª | 4ª | 5ª | 6ª | 7ª | 8ª |
| Punti               | 10 | 8  | 6  | 5  | 4  | 3  | 2  | 1  |

### Classifica campionato italiano piloti
| Pos | Pilota               | Vettura                   | Gruppo-Classe | TOR  | CBS  | AGE  | SAL | LGG  | MNP  | BLC  | CND  | Punti validi |
| --- | -------------------- | ------------------------- | ------------- | ---- | ---- | ---- | --- | ---- | ---- | ---- | ---- | ------------ |
| 1   | Saverio Miglionico   | Radical SR4 Suzuki        | E2SC          | 34   | (0)  | 32   | 32  | 32   | (32) | 34,5 |      | 164,5        |
| 2   | Salvatore Venanzio   | Radical SR4 Suzuki        | E2SC          | (13) | 23   | (16) | 19  | (16) | 25   | 45   | 31,5 | 143,5        |
| 3   | Giuseppe Castiglione | Radical SR4 Suzuki        | E2SC          | 27   | 30   | 25   | 25  | 25   |      |      |      | 132          |
| 4   | Luigi Sambuco        | Rebo 004                  | E2SC          |      | 21   | 21   | (9) | 21   | (8)  | 31,5 | 34,5 | 129          |
| 5   | Fabio Emanuele       | Osella PA 9/90 Alfa Romeo | E2SC          | 21   | 16   | (6)  | 13  |      | 21   |      | 45   | 116          |
| 6   | Girolamo Ingardia    | Fiat 500 Suzuki           | PS-2          | 18   | 24   | 16   |     |      | 21   |      | 25,5 | 104,5        |
| 7   | Luigi Vinaccia       | Osella PA 9/90 Honda      | E2SC          | 16   | (10) | 13   | (4) |      | 16   | 24   | 19,5 | 88,5         |
| Pos | Pilota               | Vettura                   | Gruppo-Classe | TOR  | CBS  | AGE  | SAL | LGG  | MNP  | BLC  | CND  | Punti validi |

Tra parentesi i punteggi scartati.

Seguono altri 49 piloti senza punti validi.

### Classifica campionato piloti under 23
| Pos | Pilota               | Vettura     | Gruppo-Classe | TOR | CBS | AGE | SAL | LGG | MNP | BLC | CND | Punti validi |
| --- | -------------------- | ----------- | ------------- | --- | --- | --- | --- | --- | --- | --- | --- | ------------ |
| 1   | Michele Poma         | Ghipard     | E2SS-1        | 10  | 10  | 10  | 10  |     |     |     | 10  | 50           |
| 2   | Gianfranco Barbaccia | Fiat 126    | PS-1          | 10  |     | 8   |     |     |     |     | 10  | 28           |
| 2   | Emanuele Schillace   | Radical SR4 | E2SC          | 8   |     | 10  |     |     |     |     | 10  | 28           |
| Pos | Pilota               | Vettura     | Gruppo-Classe | TOR | CBS | AGE | SAL | LGG | MNP | BLC | CND | Punti validi |

Seguono altri 16 piloti senza punti validi.